# مرافق الإنزيم M
مرافق الإنزيم M هو عامل مرافق من المتطلب وجوده من أجل تفاعلات نقل الميثيل أثناء استقلاب مولدات الميثان. لمرافق الإنزيم البنية الكيميائية −HSCH2CH2SO3، بالتالي فهو أنيون يسمى 2-سلفونات سلفانيل الإيثان، ويرمز له اختصاراً HS–CoM.
يحول هذا العامل المرافق في عملية توليد الميثان إلى ثيوإيثر −CH3SCH2SO3 وذلك في الخطوات الأخيرة من توليد غاز الميثان. إذ بعد ذلك يتم التفاعل مع مرافق الإنزيم B:
CH3–S–CoM + HS–CoB → CH4 + CoB–S–S–CoM